# F.O.A.D. Records
La F.O.A.D. Records è un'etichetta discografica fondata a Torino nel 1986, sviluppatasi inizialmente come fanzine specializzata sul mondo dello skateboard, sull'hardcore punk e più specificatamente sullo skate punk e sul thrashcore.
Nel 1990 divenne etichetta discografica pubblicando album su cassetta prima e più tardi album su vinile e CD. Una delle prime pubblicazioni dell'etichetta fu la ristampa in cassetta di Sguardo realtà 82/83 degli Indigesti. A questo seguirono nel tempo importanti nomi dell'hardcore punk nazionale e del metal internazionale.
Nel 2009 la F.O.A.D. Records inizia a pubblicare una serie di ristampe su vinile di gruppi thrash/hardcore di cui si era precedentemente occupata la F.O.A.D.zine. Nel 2012 avviene il passaggio di proprietà dal fondatore ad altri personaggi chiave della scena Hardcore/Grind piemontese, fino a diventare un marchio registrato e un nome di punta a livello internazionale nell'ambito delle case discografiche underground specializzate in Metal/Punk.  
L'etichetta, attualmente giunta a più di 350 uscite, oltre alla pubblicazione di ristampe di gruppi del passato ha un catalogo di stampe di gruppi attuali, principalmente in vinile. Di recente ha anche pubblicato libri inerenti alla propria produzione musicale, come “Dritti contro un muro” sulla storia dell’Hardcore/Punk Italiano nei primi anni ‘80, “The legend of Kansai Hardcore”, dedicato alla prima scena Hardcore nella regione del Kansai in Giappone e "Abort - Pezzi di vetro schizzi di sangue", una raccolta di opere e fotografie di Luca "Abort" Bortolusso, l'iconico cantante dei Blue Vomit, Nerorgasmo e Ifix Tcen Tcen. 

## Alcuni gruppi della F.O.A.D. Records
- Blue Vomit
- Broken Art
- Cripple Bastards
- Desecration
- Dirty Rotten Imbeciles
- Lethal Aggression
- Malevolent Creation
- Minkions
- Necrodeath
- Nerorgasmo
- Panico
- Possessed
- Ratos de Porão
- Raw Power
- Schizo
- Stinky Rats
- Underage
- Upset Noise
- Wehrmacht